# Farrington Daniels
Farrington Daniels (8 de março de 1889 — 23 de junho de 1972) foi um físico químico estadunidense. É considerado pioneiro no uso direto da energia solar.